# Le Pinceau de cristal
Le Pinceau de cristal est un album de la série de bande dessinée Zowie, créé par Bosse et Christian Darasse, édité en format broché en 1983 par Dupuis dans la collection Carte Blanche, après avoir pré-publié dans l'hebdomadaire Spirou no 2152 du 12 juillet 1979.

## Synopsis
En pleine forêt, de l'autre côté du mur de l'orphelinat, Zowie rencontre par hasard une jeune fille en pleurs, Liza. Cette dernière lui dit que les mauvais garçons ne font que l'embêter parce qu'elle est une étrangère et qu'elle vit avec son père dans une belle maison hantée…

## Personnages principaux
- Zowie Dupré-Dubois, un blondinet adolescent, se sent plus vivant et plus courageux grâce à son livre magique bien qu'à son arrivée dans l'institution pour de raisons inconnues, il se montrait solitaire, timide et mélancolique.
- Loulou, chef de la bande, avec Cachou et Pogo, un petit voyou vêtu tel qu'un rocker aux cheveux très court, se montre plutôt agressif.
- Cachou, un grassouillet blond.
- Pogo, un grand maigrichon portant de lunettes, est un passionné de musique bien qu'il possède toujours son poste-radio avec lui.
- Gaspard Latasse, le pion que la bande nomme Le Rat, sombre et froid, se croit faire les choses bien dans son métier, tout espérant que la leçon serait bénéfique pour quelconque.
- Liza, une jeune fille brune accompagnée de son chien Kafka.

## Annexe